# Escape room

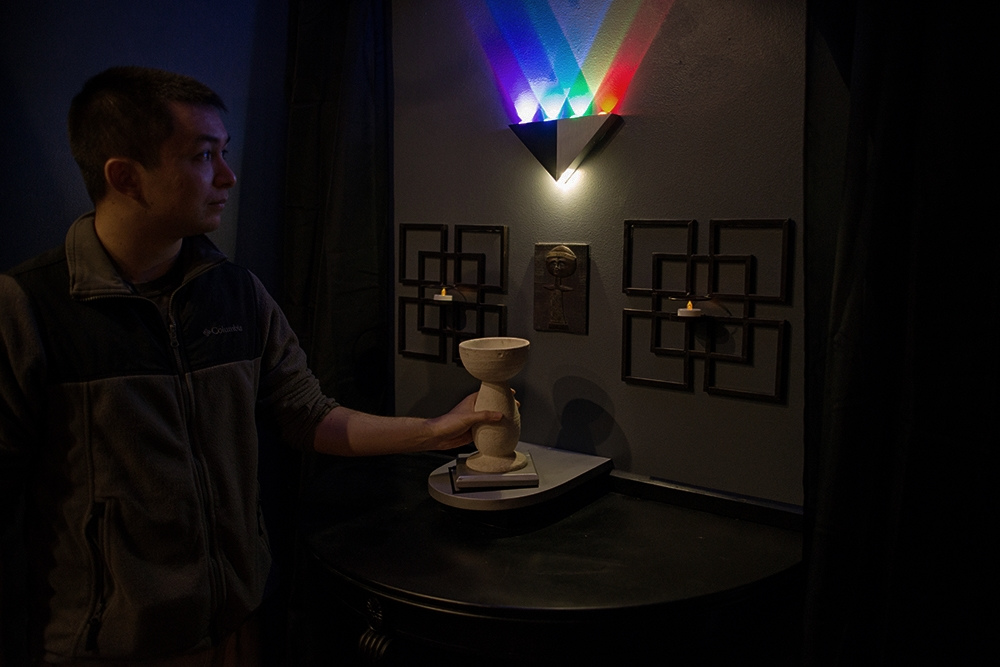
Rozwiązywanie jednej z łamigłówek w escape roomie

Escape room (pol. dosł. pokój ucieczki, także jako pokój zagadek) – forma rozrywki umysłowej, w której grupa osób w ograniczonym czasie rozwiązuje różne zagadki, ażeby znaleźć klucz do wyjścia. Escape roomy przygotowane są według różnych kluczy tematycznych.
Uczestnicy zabawy są umieszczani w pomieszczeniu, z którego muszą się wydostać dzięki rozwiązaniu zagadek logicznych. Jest to gra dla wielu osób, gdyż niektóre zadania wymagają pracy zespołowej. Zazwyczaj czas na rozwiązanie zadań i wyjście z pokoju wynosi od 45 do 90 minut.
Wyzwanie jest oparte na wymyślonej fabule tematycznej. Może to być np. klimat horroru, zadanie kryminalne do rozwikłania, są escape roomy osadzone w realiach filmów, gier komputerowych, czy też bajek lub świata finansów. Niektóre pokoje zagadek osadzone w realiach geograficznych (bezludna wyspa, dżungla, piramida faraona) czy historycznych (np. w 2017 roku Instytut Pamięci Narodowej uruchomił w swojej siedzibie escape room, w którym gracze mogą wcielić się w żołnierzy wyklętych). W celu uatrakcyjnienia przedsięwzięcia i oddania klimatu i realiów twórcy escape roomów umieszczają w środku wiele oryginalnych rekwizytów (np. tzw. krypteksy).
W Polsce znajduje się ponad 500 pokojów zagadek, niektóre z nich ulokowane zostały w muzeach lub teatrach.

## Escape room w edukacji
Escape room ("pokój zagadek") znany jest także jako metoda wykorzystywana w edukacji, Pozwala na połączenie nauki z zabawą, a poprzez angażującą fabułą oraz zestaw zagadek czy zadań manualnych silnie aktywizuje uczniów i przynosi wymierne efekty. Edukacyjne escape roomy powstają w wersji tradycyjnej oraz online.